# Hans Nieuwdorp
Hans Nieuwdorp (°1944) is een Belgisch kunsthistoricus, gespecialiseerd in laatmiddeleeuwse sculptuur. In 2000 werd Nieuwdorp benoemd tot Directeur van Kunstmusea Antwerpen (het Rubenshuis, het studiecentrum Rubenianum en het Museum Mayer van den Bergh).

## Opleiding
Hans Nieuwdorp werd geboren op 19 juni 1944. Van 1953-1964 liep hij school in het Sint-Jan-Berchmanscollege te Brussel. Daarna studeerde Nieuwdorp Oudheidkunde en Kunstgeschiedenis aan de KU Leuven. Tijdens deze studies specialiseerde Nieuwdorp zich in de numismatiek onder begeleiding van P. Naster en in de beeldhouwkunst onder begeleiding van Jan Karel Steppe. Hij behaalde met een scriptie over Adriaan Waterloos, in 1969 de graad van licentiaat. Aansluitend op deze studies volgde hij de beroepsopleiding Museummanagement.

## Loopbaan
Omstreeks 1968-1969 verkreeg Nieuwdorp de functie Bijzonder Opdrachthouder in het stedelijk museum Vleeshuis (Antwerpen) waarbij hij zich toelegde op de collectie numismatiek. Vervolgens werkte hij gedurende zeven jaar (1969-1976) als wetenschappelijk medewerker in de Koninklijke Musea voor Schone Kunsten, aan het departement Oude Kunst. Hier trad Nieuwdorp op als verantwoordelijke voor de afdeling Oude Beeldhouwkunst. Tot slot hielp hij ook bij het organiseren van tentoonstellingen waaronder Pieter Breugel (1969) en De Beeldhouwkunst in de eeuw van Rubens (1977).
In 1976 werd Hans Nieuwdorp adjunct-conservator aan de stedelijke Kunsthistorische musea van Antwerpen, hierdoor werd hij tevens verantwoordelijk voor het Museum Mayer van den Bergh. Een aanstelling als hoofdconservator van de Kunsthistorische musea volgde in 1981, waardoor hij in 2000 de titel Directeur van Kunstmusea Antwerpen verkreeg.
Naast het beoefenen van zijn leidinggevende functies sloot Nieuwdorp zich aan bij meerdere verenigingen en comités. Hij was onder meer Secretaris-generaal van de Belgische Museumvereniging (1975-1976) en van het Belgisch nationaal ICOM-comité (1977-1980), secretaris van de Vlaamse Museumvereniging en voorzitter van de Museumraad van de Vlaamse Gemeenschap (1987-1988). Voorts volbracht hij de functie van voorzitter bij de Stedelijke adviescommissie Plastische Kunsten en de Stedelijke adviescommissie Beeld in de Stad.
Daarnaast was Nieuwdorp lid van het organisatorisch of wetenschappelijk comité van diverse exposities in binnen- en buitenland. In Antwerpen organiseerde hij onder meer Jordaens (1993), 7 Biennales Middelheim-Biennales (1980, 1982, 1984, 1986, 1988, 1990, 1992), Antwerpse retabels (1993), Antwerpse meesters uit de Ermitage (1968), Antwerps Huiszilver (1988), Jan Boeckhorst (1990) en Juan de Flandes (2014).

## Nieuwdorp-archief
Het onderzoeksarchief van Nieuwdorp over Vlaamse gebeeldhouwde retabels uit de 15de en 16de eeuw wordt beheerd door het universitaire onderzoeks- en documentatiecentrum Illuminare – Studiecentrum voor Middeleeuwse Kunst (KU Leuven). In 2017 is er een samenwerkingsverband aangegaan met het RKD (Nederlands Instituut voor Kunstgeschiedenis, Den Haag) om zijn archief digitaal te ontsluiten met als oogmerk de realisatie van een Digitaal Corpus Vlaamse Retabels.

## Publicaties (selectie)
- Nieuwdorp, Hans. Adriaan Waterloos (1598-1681). Bijdrage tot zijn leven en werk als medailleur. KU Leuven: Licentiaatsthesis, 1969.
- Nieuwdorp, Hans, Ghislaine Derveaux en Jan Karel Steppe. "Retabels." Openbaar Kunstbezit in Vlaanderen 17, (1979).[8]
- Nieuwdorp, Hans. "Museum Mayer van den Bergh, Antwerpen." Openbaar Kunstbezit in Vlaanderen 17, 1 (1980): 3-21.
- Nieuwdorp, Hans. “De oorspronkelijke betekenis en interpretatie van de keurmerken op Brabantse retabels en beeldsnijwerk (15de-begin 16de eeuw).” Archivum artis Lovaniense: bijdragen tot de geschiedenis van de kunst der Nederlanden: opgedragen aan prof. em. dr. J.K. Steppe, (1981): 85-98.
- Nieuwdorp, Hans. "Hoogtepunten van middeleeuwse kunst in het museum Mayer van den Bergh te Antwerpen." XIVde Antiekbeurs Antwerpen. tent. cat. Antwerpen, 1983.
- Nieuwdorp, Hans. "Biographie de Pierre Breughel l'Ancien." L'oeuvre gravé de Breughel, 7-11. tent. cat. Genève, Palexpo. Lausanne: Bibliothèque des Arts, 1991.
- Nieuwdorp, Hans (ed.). Antwerpse retabels: 15de-15de eeuw. Deel I: Catalogus. tent. cat., Antwerp: Museum voor religieuze kunst. Antwerp: Museum voor religieuze kunst, 1993.
- Nieuwdorp, Hans (ed.). Antwerpse retabels: 15de-15de eeuw. Deel II: Essays. tent. cat., Antwerp: Museum voor religieuze kunst. Antwerp: Museum voor religieuze kunst, 1993.
- Nieuwdorp, Hans (ed.). Les retables anversois XVe-XVIe siècles. tent. cat., Antwerp: Museum voor religieuze kunst. Antwerp: Museum voor religieuze kunst, 1993.
- Nieuwdorp, Hans. "The tradition of Netherlandish Sculpture." Illustrated Belgium: A Journey through Art and History, Y. Mori (ed.), Tokyo, 2015: 44-46.

- Bibsys: 90828366
- Biblioteca Nacional de España: XX1377915
- Bibliothèque nationale de France: cb12307538q (data)
- CiNii: DA09375567
- Digitale Bibliotheek voor de Nederlandse Letteren: nieu164
- Gemeinsame Normdatei: 1056356405
- International Standard Name Identifier: 0000 0001 0900 6343
- Library of Congress Control Number: n80146998
- Nationale Bibliotheek van Polen: a0000002712390
- Nederlandse Thesaurus van Auteursnamen: 074363638
- Istituto Centrale per il Catalogo Unico: UFIV113602
- Système universitaire de documentation: 031954634
- Virtual International Authority File: 51755974
- WorldCat: E39PBJmXHfRg9qqb3Krc8JCvpP